# Черняковичи
Черняковичи — деревня в Псковском районе Псковской области России. Входит в состав Писковичской волости.
Деревня расположена в 9 км к северо-востоку от центра города Пскова (за Запсковьем), на правом берегу реки Пскова.
Численность населения по состоянию на 2000 год составляла 17 жителей.